# Orffov instrumentarij
Orffov instrumentarij uporabljajo operni orkestri in simfonični orkestri ob izvajanju zlasti glasbenih del Karla Orffa . Pri tem je pomembna zlasti uporaba in postavitev 22 različnih glasbenih instrumentov. :

## Seznam
Orffov instrumentarij sestavljajo naslednja glasbila:
1 Zvončki (sopranski)
2 Metalofon (altovski)
3 Ksilofon (altovski)
4 Pavka (valjasta)
5 Pavka (kotlasta)
6 Ročni boben (z dvema opnama)
7 Veliki boben
8 Tamburin (z zvončki)
9 Triangel
10 Čineli (večja, mala)
11 Ropotulja (s kraguljčki)
12 Kraguljčki (na traku)
13 Kraguljčki (na jermenu)
14 Kraguljčki (na obroču)
15 Kastanjete (španske)
16 Kastanjete (z ročajem)
17 Dvojne kastanjete (z ročajem)
18 Palčici
19 Les (blok)
20 Les (valjast)
21 Ropotulja (kroglasta)
22 Ropotulja (cevasta)